# Wysokie Zawołże
Wysokie Zawołże (ros. Высокое Заволжье) – region w południowo-wschodniej części Rosji europejskiej. 
Wysokie Zawołże stanowi wschodnią część Zawołża – regionu między Wołgą a Uralem. Zalicza się do niego Wyżynę Górnokamską, Uwał Wiacki, Wyżynę Bugulmińsko-Belebejewską i Obszczyj Syrt. Wysokie Zawołże ma charakter wyżynny – wysokość do 418 m n.p.m. Jest zbudowane z permskich skał osadowych, a w południowej części – mezozoicznych glin i piasków. Rzeźba Wysokiego Zawołża jest erozyjna, wyższe piętro stanowią ostańcowe wyżyny, niższe – doliny o płaskich dnach. Występują zjawiska krasowe. Pierwotną formacją roślinną był lasostep, obecnie lasy sosnowe zostały niemal całkowicie wytrzebione. 